# 前奏曲集 (メシアン)
『前奏曲集』（ぜんそうきょくしゅう、フランス語: Préludes）は、オリヴィエ・メシアンが1928年から翌年にかけて作曲した8曲から構成されるピアノ曲集。メシアンはこの曲を自分の「作品1」と見なしていた。演奏時間は約35分。
曲名は『8つの前奏曲』（Huit préludes）とも呼ばれる。

## 概要
メシアンがまだパリ音楽院でポール・デュカスに学んでいた時期、夏休みを利用してオーブ県フュリニーの叔母の家で書かれた。
1930年1月28日にメシアン自身によって私的に初演された。同年3月1日、パリのサル・エラール (Salle Érard) の国民音楽協会の演奏会でアンリエット・ピュイグ＝ロジェによって公開初演され、曲は彼女に献呈されている。ただし全8曲のうち「鳩」「静かな嘆き」を除く6曲のみが演奏された。はじめて全曲つづけて公開演奏されたのは1937年6月15日だった。楽譜は1930年6月にデュラン社から出版されたが、初版には誤りが多く、1945年に大幅に修正されている。1947年にはイヴォンヌ・ロリオの演奏による3曲の抜粋がSPレコード化された。日本では1952年の実験工房第2回発表会において、園田高弘のピアノで初演された。
曲は全体にドビュッシーの影響が強く、後のメシアンの特徴である伸縮するリズムなどは用いられていない。しかし八音音階（後に移調の限られた旋法第2番と呼ばれる）の使用にメシアンの特徴が見られる。また移調の限られた旋法第3番と第6番にもとづく和音も使用されている。第1曲の最後の3小節で聞かれる非常に高い音がきわめて印象的だが、これは主旋律に対して2オクターブに半音足りない高さで重ねられている。第6曲は特に後のメシアンの音楽に近い。
メシアンはまたドビュッシーの前奏曲との違いとしてソナタ形式のような伝統的な形式をつかっていることを挙げている。特に最終曲は典型的なソナタ形式で、調の異なる2つの主題からなる提示部と展開部・再現部・コーダを持つ。

## 構成
以下の8曲から構成される。第2・6曲が特に長く、第1・3・7曲は短い。メシアンは1944年の『わが音楽語法』で各曲に色を対応させている。
1. 鳩 (La colombe)
2. 悲しい風景のなかの恍惚の歌 (Chant d'extase dans un paysage triste)
3. 軽やかな数 (Le nombre léger)
4. 過ぎ去った時 (Instants défunts)
5. 夢の触れられない音… (Les sons impalpables du rêve…)
6. 苦悶の鐘と別れの涙 (Cloches d'angloisses et larmes d'adieu)
7. 静かな嘆き (Plainte calme)
8. 風に映る影… (Un reflet dans le vent…)